# Algernon Freeman-Mitford
Algernon Bertram Freeman-Mitford, Baró de Redesdale, GCVO, KCB (24 de febrer del 1837 - 17 d'agost del 1916) va ser un diplomàtic britànic, col·leccionista i escriptor.

## Biografia
Estudià a l'Eton College i a Christ Church, Oxford. Entrà al Foreign Office (El Ministeri d'Afers Exteriors britànic) el 1858, i fou nomenat Tercer secretari de l'ambaixada britànica a Sant Petersburg, a Rússia. Després de passar per Pequín, Mitford fou destinat al Japó com a Segon secretari de la Legació Britànica. Allí hi conegué Ernest Satow, i hi escrigué l'obra Tales of Old Japan (1871, Contes de l'Antic Japó), un llibre que descobrí als europeus contes com Els 47 "Ronin". Dimití el 1873. Tres dècades després, el 1906, acompanyà el Príncep Arthur quan aquest visità el Japó per lliurar a l'emperador l'Orde de la Lligacama. Fruit de les seves estades a l'Àsia fou el llibre The Bamboo Garden (1896), que reportà el seu autor l'entrada en la història de la botànica com a autoritat taxonòmica -en el camp dels bambús- amb l'abreviatura Mitford.
Entre 1874 i 1886, Mitford va ser el secretari de l'Oficina Reial d'Obres que tenia cura de la restauració de la Torre de Londres i de les zones paisatgístiques de Hyde Park. A partir del 1887 va ser membre de la Reial Comissió dels Serveis Civils. Fou escollit membre del Parlament per la circumscripció de Stratford-upon-Avon (1892, 1895). El 1886, Mitford havia heretat les grans propietats del seu cosí John Freeman-Mitford; d'acord amb el testament, assumí per atorgament reial el cognom Freeman. Posteriorment feu reconstruir la mansió familiar, "Batsford House" (Gloucestershire) en estil gòtic Victorià. El 1902 es va reviure el títol "Redesdale" quan la Corona el va fer par amb el nom Baró Redesdale, del lloc Redesdale en el comtat de Northumberland; també rebé altres distincions, com el Reial Orde Victorià i l'Orde del Bany.

## Família
Mitford es casà el 1874 amb Lady Clementina Gertrude Helen. Tingueren cinc fills i quatre filles, dels quals:
- Clement, el fill gran, morí el 1915 en la Primera Guerra Mundial. La seva filla Clementine esposà Sir Alfred Beit.
- David Freeman-Mitford fou pare de les famoses germanes Mitford.

## Obres
- A Tale of Old and New Japan, being a lecture delivered before the Japan Society Campden: 1906
- A tragedy in stone, and other papers London, New York: John Lane, 1912
- The attaché at Peking London, Nova York: Macmillan, 1900
- The Bamboo Garden London: Macmillan, 1896. Il·lustracions d'Alfred Parsons
- Bayreuth el 1912 London: Ballantyne Press, 1912
- Further Memories London: Hutchinson, 1917
- The Garter mission to Japan London: Macmillan, 1906
- King Edward VII: a memory London: Ballantyne Press, 1915
- Lord Macaulay on the coronation oath London: Rivingtons, 1869
- R.Sharpe France, A.B.Mitford Lord Redesdale and the new railways: correspondence between His Lordship and Mr. France London: Jones & Tinkler, 1867
- Memories London: Hutchinson, 1915 (diverses edicions)
- Reasonings on some disputed points of doctrine London: Rivingtons, 1874
- Tales of Old Japan London: Macmillan, 1871. Amb il·lustracions xilogràfiques fetes d'artistes japonesos (diverses edicions).[2]

Lord Redesdale també va escriure una extensa introducció pel llibre Foundations of the Nineteenth Century, i traduí i prologà l'obra Immanuel Kant- A Study and Comparison with Goethe, Leonardo da Vinci, Bruno, Plató, and Descartes, ambdues de Houston Stewart Chamberlain (London: John Lane, 1910 i 1914, respectivament).